# Hohlzahn-Kapselspanner

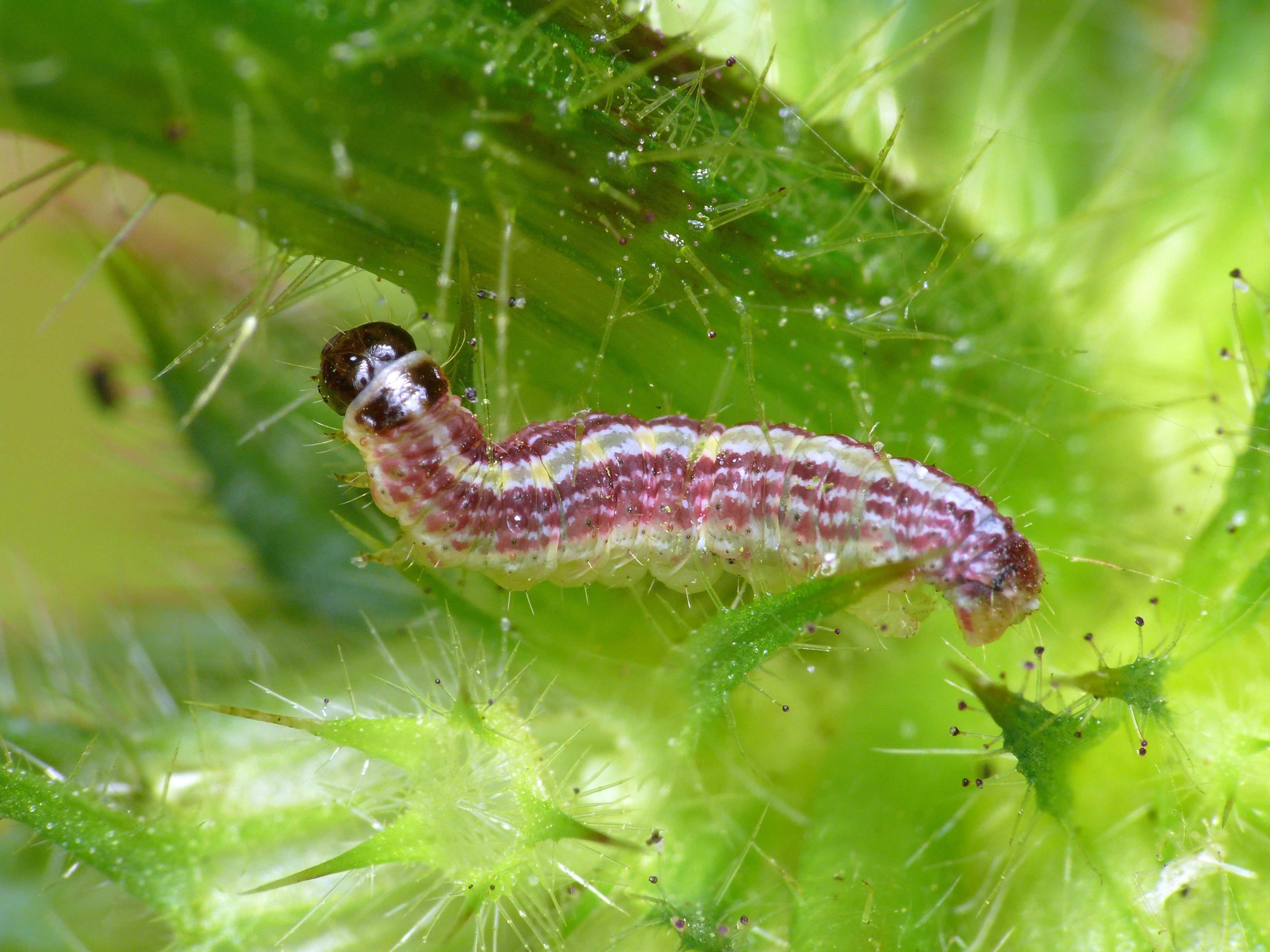
Raupe

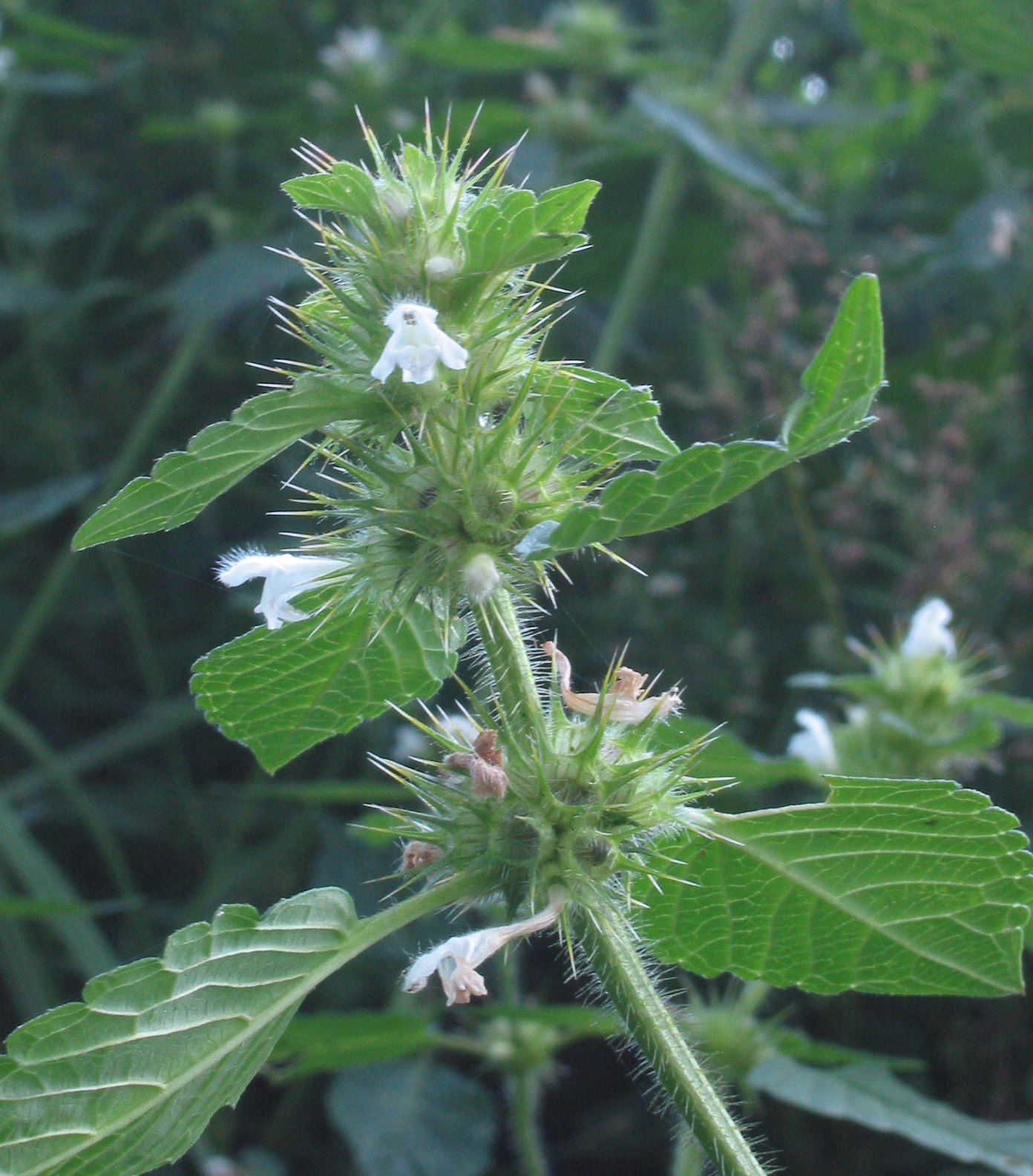
Blüte und Kapsel des Gemeinen Hohlzahns, die Hauptnahrung der Raupen

Der Hohlzahn-Kapselspanner (Perizoma alchemillata) ist ein Schmetterling (Nachtfalter) aus der Familie der Spanner (Geometridae). Der Artname leitet sich von der Pflanzengattung Alchemilla (Frauenmantel) ab und bezieht sich auf eine Nahrung der Raupen.

## Merkmale

### Falter
Die Falter erreichen eine Flügelspannweite von 15 bis 24 Millimetern. Die Grundfarbe der Vorderflügeloberseite ist graubraun. In der  Postdiskalregion verläuft eine weißliche Querbinde, die durch eine dunkle Querlinie geteilt ist und von der einige Zacken saum- und wurzelwärts  vorspringen. Die Wellenlinie beginnt am  Vorderrand deutlich und verläuft Richtung  Innenwinkel abgeschwächt und teilweise unterbrochen. Die Hinterflügeloberseite ist dunkelgrau gefärbt.

### Raupe
Ausgewachsene Raupen haben eine gelbgrüne Farbe und breite rote bis rotbraune Nebenrückenlinien. Kopfkapsel, Prothorax und Analplatte sind glänzend schwarz.

## Ähnliche Arten
Mit einer Flügelspannweite von 21 bis 30 Millimetern ist der Dunkle Lichtnelken-Kapselspanner (Perizoma affinitata) im Durchschnitt größer und unterscheidet sich außerdem durch die meist etwas breitere weißliche Querbinde, die saumwärts überwiegend weniger stark gezackt ist als bei Perizoma alchemillata. Ein weiteres Unterscheidungsmerkmal ist die weißgraue Hinterflügeloberseite mit grauem Saum bei Perizoma affinitata.

## Verbreitung und Vorkommen
Das Verbreitungsareal des Hohlzahn-Kapselspanners erstreckt sich von der Iberischen Halbinsel durch Europa bis in den Westen Sibiriens. Die Art kommt auch in der Nordamerika vor. Der Hohlzahn-Kapselspanner besiedelt Waldränder, Lichtungen, Böschungen, Hecken- und Ufergebiete, Heiden sowie Gärten und Parklandschaften. Er kommt auch in Stadtbereichen vor. In den Alpen steigt sie bis auf etwa 1900, in Kleinasien auf 2700 Meter.

## Lebensweise
Der Hohlzahn-Kapselspanner bildet in den nördlich Regionen eine Generation im Jahr, deren Falter im Sommer fliegen. Im Süden fliegen die Falter in zwei Generationen in den Monaten Mai und Juni bzw. Juli und August. Sie sind dämmerungs- und nachtaktiv und werden an künstlichen Lichtquellen gefunden. Die Falter besuchen auch Köder. Der Gemeine Hohlzahn (Galeopsis tetrahit) ist die mit Abstand am stärksten bevorzugte Nahrungspflanze der Raupen, wobei sie sich von deren Blüten und Samenkapseln ernähren. Raupen wurden auch an weiteren Hohlzahnarten (Galeopsis) sowie an Ziesten (Stachys), Taubnesseln (Lamium) und Gelbgrünem Frauenmantel (Alchemilla xanthochlora) gefunden. Die Art überwintert im Puppenstadium.